# اتحادیه بریتانیایی الغای زنده‌شکافی
اتحادیهٔ بریتانیاییِ الغای زنده‌شکافی (به اختصار BUAV)، یک گروهِ مدافعِ حقوق جانوران در آزمایشگاه‌ها و مخالفِ زنده‌شکافیِ جانوران در بریتانیا است. بنیانگذار این گروه، فرانسیس پاور کوب، نویسنده و فعال حقوق زنان است.
این گروه در زمینه‌هایی از قبیل آموزش، پژوهش، اعمال نفوذ در سازمان‌های گوناگون، نظارت بر تحقیقات و آزمایشگاه‌های حیوانی و تبلیغ جایگزین‌های آزمایش روی جانوران فعالیت می‌نماید. در واقع، BUAV نقش دبیرخانه ائتلاف اروپایی پایان بخشیدن به آزمایش‌های حیوانی (به انگلیسی: European Coalition to End Animal Experiments) (به اختصار ECEAE) را بر عهده دارد.
BUAV در سال ۲۰۱۲ و به منظور تشکیل یک نهادِ جدید برای مبارزه با آزمایش لوازم آرایشی بر روی جانوران، به انجمن ضد زنده‌شکافی نیوانگلند (به انگلیسی: New England Anti-Vivisection Society) پیوست. حامی این گروه، ریکی جرویس می‌باشد. تشکیلات مزبور، محصولات عاری از ستم بر روی حیوانات را با نشان یک خرگوش در حال پرش، به بازار عرضه می‌نماید.

## پیشینه
پیدایش گروه در ژوئن ۱۸۹۸، توسط فرانسیس پاور کوب و در خلال یک گردهمایی عمومی در بریستول انگلستان رخ داد. این گروه در همان ابتدای فعالیت خود توانست ۱۹۱۹ سگ را از تحقیقات حیوانی برهاند. این گروه در دهه نود توانست با تحت فشار قرار دادن دولت بریتانیا، در اعمال منع قانونی انجام آزمایش متوسط دوز کشنده (به انگلیسی: LD50) خوراکی موفقیت‌هایی به دست آورد. این گروه همچنین در ممنوعیت فروش لوازم آرایشی در اروپا که بر روی حیوانات آزمایش می‌شوند، نقش مهمی داشت.

## حیطه فعالیت
تشویق عموم به خرید لوازم آرایشی عاری از ستم، مقابله با تصویب طرح‌های پژوهشی آزمایش‌کننده بر روی جانوران و نجات میمون‌های مورد آزمایش‌های پزشکی از جمله حیطه‌های فعالیت این گروه می‌باشد. این گروه با راهنمایی عموم در جهت تشخیص انواع محصولات آرایشی و بهداشتی عاری از ستم، به بقای شرکت‌های رعایت‌کننده حقوق حیوانات کمک شایانی می‌نماید.
BUAV با هر گونه خشونت، شکنجه و ارعاب حیوانات مخالفت می‌ورزد.

## تحقیقات مخفی
تحقیقات مخفی BUAV، منجر به بر ملا شدن آزمایش بر روی حیوانات شد که توسط محققان اروپایی و آمریکایی در ویتنام صورت می‌پذیرفت. دامنه افشاگری تحقیقات مخفی این گروه، شرکت‌هایی را که به صورت محرمانه در اروپا بر روی حیوانات آزمایش می‌کردند را نیز در بر می‌گرفت. این گروه به واسطه فعالیت‌های مهمش، به نظارت جهت جلوگیری از تجارت گسترده میمون‌ها در اسپانیا و مالزی منصوب شد.